# Покоління вбивць (книга)
«Покоління вбивць» — це книга написана у 2004 році, журналістом «Rolling Stone» Еваном Райтом. Книга описує його досвід як  прикомандированого журналіста до 1-го батальйону «Розвідувальних сил» морської піхоти США під час вторгнення в Ірак 2003 року.  Його розповідь про життя з морськими піхотинцями спочатку була опублікована як стаття у трьох частинах  у журналі «Rolling Stone» восени 2003 року.  Перша з цих статей "Еліта вбивць" виграла Національну журнальну премію за досконалість в репортажі подій у 2004 році.

## Відрядження
Райт, переконавши командира, що він зможе впоратися з таким завданням,  провів два місяці з батальйоном. Морські піхотинці 1-го розвідувального батальйону спочатку ставилися вороже і з підозрою, але незабаром почали довіряти Райту і ставилися до нього як до свого. Він завоював їхню повагу завдяки відмові уникати бої. Райт часто їхав у головній машині, злегка броньованому Humvee, і значну частину часу перебував у реальній небезпеці, і  носив зброю, хоча робив це неохоче.
Райт зустрічається з членами батальйону усіх рангів, але «головних гравців» можна звузити лише до шести з компанії «Браво»: сержант Бред Колберт, молодший Капрал Гарольд Джеймс Тромблі, сержант Руді «Фруті» Рейес, перший лейтенант Натаніель Фік, сержант Антоніо Еспера та капрал Джош Рей Пірсон.

## Наслідки для морських піхотинців
Сержант Антоніо Дж. Еспера стверджував, що він був змушений залишити батальйон, а сержант штабу Ерік Кочер заявив, що його покарали за заяви, приписувані йому в репортажі Райта. Кочер працював радником з питань адаптації книги Райта в серіал і заявив, що Райт заслужив довіру, оскільки залишався з морськими піхотинцями на "кожній перестрілці".
Незважаючи на сумніви, командування морської піхоти пізніше закликало офіцерів 1-го батальйону «Розвідувальних сил» прочитати книгу та статті, щоб  краще зрозуміти реальність війни.

## Заяви про бойові дії
Райт заявив, що відчував більше страху перед боєм ще до того, як потрапив у нього, але після того як почали стріляти в його бік, Райт зосередився на виживанні.  Він також заявив, що перед тим, як стати військовим кореспондентом, кинув пити, і, як результат, виявив, що у війні було щось «майже приємне», оскільки це повторювало «емоційний хаос алкоголізму».
Райт також заявив, що його "переслідують" загибелі цивільних осіб,  чому він був свідком під час вторгнення в Ірак, оскільки "справжня реальність  війни полягає у тому, що люди, які найбільше страждають, —  це цивільні особи". Райт вважає, що війська, які ведуть війну, більш відповідально ставляться до моральних наслідків своїх дій, ніж американське суспільство, яке він звинувачує у "відчуженості від людей, які за них воюють".

## Суперечки  після публікації
Майор Шоуп, старший авіадиспетчер батальйону, опублікував коментар до книги, в якому він порівнює події описані Райтом, свідками яких він був сам.  Шоуп стверджує, що Райт опирався у  своїй розповіді на одну групу солдат морської піхоти, не враховуючи точки зору інших.
Райт відповів на це повідомлення в блозі, посилаючись на власне широке інтерв'ю з Шоупом, яке прямо суперечить пізнішій версії подій Шоупа. Райт також наводить інтерв'ю, яке він проводив з іншими морськими піхотинцями в підрозділі, які відрізняються від слів Шоупа, зазначивши, що прямий начальник Шоупа, майор Еклофф, стверджував, що одноосібно вбив щонайменше 17 бойовиків рушницею, стріляючи  з його вантажівки. Райт стверджує, що він скоротив це число до 1-2 після того, як інші джерела спростували Еклоффа. Райт стверджує, що його книга враховувала інтерв'ю з цілою низкою морських піхотинців в батальйоні, включаючи офіцерів, і не могла показувати точку зору тільки однієї людини.

## Пов'язані твори
Hella Nation —  це збірка інших творів Райта, яка включає його репортаж про американських солдатів 101-ї повітряно-десантної дивізії, що воюють в Афганістані, і суперечливу історію про документальний фільм, знятий в Іраку голлівудським продюсером..
Американський Десперадо —   це  документальна книга про нарковійни, яку Райт написав спільно з Джоном Робертсом. Робертс знімався у документальному фільмі Кокаїнові Ковбої.
Спогади лейтенанта Натаніеля Фіка, «Одна куля на відстані: Формування офіцера морської піхоти», описує деякі з тих самих битв в Іраку, які описано в «Поколінні вбивць», але з його власної точки зору.

## Нагороди
- PEN USA Award[13]
- Книжкова премія Дж. Ентоні Лукаса
- Книжкова премія Los Angeles Times
- Генеральна премія Уолласа Гріна від фонду спадщини морської піхоти

## Серіал
Кабельний телеканал HBO випустив міні-серіал за мотивами книги. Серіал, знятий у Південній Африці, Намібії та Мозамбіку, вийшов в ефір у липні 2008 року та складається з семи 68-хвилинних епізодів, починаючи з переправи підрозідлу Морської Розвідки до Іраку під час першого  етапу операції «Іракська свобода». Серіал був зрежисований Сюзанною Вайт (4 епізоди) та Саймоном Селлан Джонсом  (3 епізоди). Сценаристами міні-серіалу стали Ед Бернс, Девід Саймон та Еван Райт.
 Серіал на DVD складається з трьох дисків, на перші два диска містять три епізоди, а третій диск містить серію 7 разом із чотирма бонусними функціями, включаючи зйомку «Покоління вбивць» та відео щоденник. Його продюсерами були Девід Саймон, Ед Бернс, Ніна К. Ноубл, Джордж Фабер та Чарльз Паттінсон. У серіали грали ролі Олександр Скарсгард, Джеймс Рансон, Старк Сендс, Джон Уертас та Лі Тергесен. Руді Рейес грає себе в серіалі, керуючи третім Хамером.